# Mitropacup
De Mitropacup was een van de eerste Europese voetbaltoernooien voor voetbalclubs. In 1927 werd de cup opgericht als bekercompetitie tussen de beste clubs van de landen in Midden-Europa en vanaf 1980 was de Mitropacup slechts voorbehouden aan de kampioenen van de Tweede Divisies van de deelnemende landen. Vooral voor de Tweede Wereldoorlog was de Mitropacup, bij gebrek aan andere Europese bekertoernooien erg belangrijk. In 1992 werd de laatste Mitropacup voor betaaldvoetbalclubs gespeeld, waarna het toernooi onder de naam Mitropacup voor amateurs verdergaat als internationale voetbalbeker voor amateurclubs uit Oostenrijk, Hongarije en Slowakije.

## Geschiedenis
De Mitropacup werd ingesteld op initiatief van de Oostenrijkse bondsmanager Hugo Meisl. In 1927 werd de cup opgericht als bekercompetitie tussen de beste clubs van de landen van Midden-Europa. Bulgarije, Hongarije, Italië, Joegoslavië, Oostenrijk, Roemenië, Tsjecho-Slowakije en Zwitserland waren de landen die aan de beker hebben deelgenomen.
Vooral voor de Tweede Wereldoorlog was de Mitropacup, bij gebrek aan andere Europese bekertoernooien erg belangrijk. Na de oorlog werd in 1952 de draad weer opgepikt. Maar door het in 1955 opgerichte Europacuptoernooi verloor de Mitropacup veel in aanzien. Vanaf de jaren tachtig namen de kampioenen van de tweede divisies van de landen deel. In 1992 werd de laatste Mitropacup gewonnen door Borac Banja Luka, voor nog geen 1000 toeschouwers.
Vasas Boedapest was de succesvolste ploeg in de Mitropacup, met acht eindzeges. Sowieso was Hongarije het sterkste land, het wist zestien van de negenenveertig edities te winnen.

## Mitropacup

### Finales
| Jaar                    | Winnaar                    | Land                                      | Uitslagen              | Land                                      | Finalist                   |
| ----------------------- | -------------------------- | ----------------------------------------- | ---------------------- | ----------------------------------------- | -------------------------- |
| 1927                    | Sparta Praag               | Vlag van Tsjecho-Slowakije                | 6-2, 1-2               | Vlag van Oostenrijk                       | Rapid Wien                 |
| 1928                    | Ferencvárosi FC            | Vlag van Hongarije (1915-1918, 1919-1946) | 7-1, 3-5               | Vlag van Oostenrijk                       | Rapid Wien                 |
| 1929                    | Újpest FC                  | Vlag van Hongarije (1915-1918, 1919-1946) | 5-1, 2-2               | Vlag van Tsjecho-Slowakije                | Slavia Praag               |
| 1930                    | Rapid Wien                 | Vlag van Oostenrijk                       | 2-0, 2-3               | Vlag van Tsjecho-Slowakije                | Sparta Praag               |
| 1931                    | First Vienna FC            | Vlag van Oostenrijk                       | 3-2, 2-1               | Vlag van Oostenrijk                       | Wiener AC                  |
| 1932                    | AGC Bologna                | Vlag van Italië (1861-1946)               | 2-0, 0-1               | Vlag van Oostenrijk                       | First Vienna FC            |
| 1933                    | Austria Wien               | Vlag van Oostenrijk                       | 1-2, 3-1               | Vlag van Italië (1861-1946)               | Ambrosiana-Inter           |
| 1934                    | AGC Bologna                | Vlag van Italië (1861-1946)               | 2-3, 5-1               | Vlag van Oostenrijk                       | SK Admira Wien             |
| 1935                    | Sparta Praag               | Vlag van Tsjecho-Slowakije                | 1-2, 3-0               | Vlag van Hongarije (1915-1918, 1919-1946) | Ferencvárosi FC            |
| 1936                    | Austria Wien               | Vlag van Oostenrijk                       | 0-0, 1-0               | Vlag van Tsjecho-Slowakije                | Sparta Praag               |
| 1937                    | Ferencvárosi FC            | Vlag van Hongarije (1915-1918, 1919-1946) | 4-2, 5-4               | Vlag van Italië (1861-1946)               | SS Lazio Rome              |
| 1938                    | Slavia Praag               | Vlag van Tsjecho-Slowakije                | 2-2, 2-0               | Vlag van Hongarije (1915-1918, 1919-1946) | Ferencvárosi FC            |
| 1939                    | Újpest FC                  | Vlag van Hongarije (1915-1918, 1919-1946) | 4-1, 2-2               | Vlag van Hongarije (1915-1918, 1919-1946) | Ferencvárosi FC            |
| 1940                    | Ferencvárosi FC (finalist) | Vlag van Hongarije (1915-1918, 1919-1946) | niet gespeeld          | Vlag van Roemenië                         | Rapid Boekarest (finalist) |
| 1941-1947 niet gespeeld |                            |                                           |                        |                                           |                            |
| 1951 *                  | Rapid Wien                 | Vlag van Oostenrijk                       | 3-2                    | Vlag van Oostenrijk                       | Wacker Wien                |
| 1955                    | Vörös Lobogó               | Vlag van Hongarije (1949-1956)            | 6-0, 2-1               | Vlag van Tsjecho-Slowakije                | ÚDA Praag                  |
| 1956                    | Vasas Boedapest            | Vlag van Hongarije (1949-1956)            | 3-3, 1-1, 9-2          | Vlag van Oostenrijk                       | Rapid Wien                 |
| 1957                    | Vasas Boedapest            | Vlag van Hongarije                        | 4-0, 1-2               | Vlag van Joegoslavië                      | Vojvodina Novi Sad         |
| 1958 *                  | Rode Ster Belgrado         | Vlag van Joegoslavië                      | 4-1, 3-2               | Vlag van Tsjecho-Slowakije                | Rudá Hvězda Brno           |
| 1959                    | Honvéd Boedapest           | Vlag van Hongarije                        | 4-3, 2-2               | Vlag van Hongarije                        | MTK Boedapest              |
| 1960 *                  | Hongarije                  | Vlag van Hongarije                        |                        |                                           |                            |
| 1961                    | Bologna FC 1909            | Vlag van Italië                           | 2-2, 3-0               | Vlag van Tsjecho-Slowakije                | Slovan Nitra               |
| 1962                    | Vasas Boedapest            | Vlag van Hongarije                        | 5-1, 1-2               | Vlag van Italië                           | Bologna FC 1909            |
| 1963                    | MTK Boedapest              | Vlag van Hongarije                        | 2-1, 1-1               | Vlag van Hongarije                        | Vasas Boedapest            |
| 1964                    | Sparta Praag               | Vlag van Tsjecho-Slowakije                | 0-0, 2-0               | Vlag van Tsjecho-Slowakije                | Slovan Bratislava          |
| 1965                    | Vasas Boedapest            | Vlag van Hongarije                        | 1-0                    | Vlag van Italië                           | Fiorentina                 |
| 1966                    | Fiorentina                 | Vlag van Italië                           | 1-0                    | Vlag van Tsjecho-Slowakije                | Jednota Trenčin            |
| 1967                    | Spartak Trnava             | Vlag van Tsjecho-Slowakije                | 2-3, 3-1               | Vlag van Hongarije                        | Újpest Dosza               |
| 1968                    | Rode Ster Belgrado         | Vlag van Joegoslavië                      | 0-1, 4-1               | Vlag van Tsjecho-Slowakije                | Spartak Trnava             |
| 1969                    | Inter Bratislava           | Vlag van Tsjecho-Slowakije                | 4-1, 0-0               | Vlag van Tsjecho-Slowakije                | Sklo Union Teplice         |
| 1970                    | Vasas Boedapest            | Vlag van Hongarije                        | 1-2, 4-1               | Vlag van Tsjecho-Slowakije                | Inter Bratislava           |
| 1971                    | Celik Zenica               | Vlag van Joegoslavië                      | 3-1                    | Vlag van Oostenrijk                       | SV Austria Salzburg        |
| 1972                    | Celik Zenica               | Vlag van Joegoslavië                      | 0-0, 1-0               | Vlag van Italië                           | Fiorentina                 |
| 1973                    | Tatabányai Bányász         | Vlag van Hongarije                        | 2-1, 2-1               | Vlag van Joegoslavië                      | Celik Zenica               |
| 1974                    | Tatabányai Bányász         | Vlag van Hongarije                        | 3-2, 2-0               | Vlag van Tsjecho-Slowakije                | ZVL Žilina                 |
| 1975                    | SWW Innsbruck              | Vlag van Oostenrijk                       | 3-1, 2-1               | Vlag van Hongarije                        | Honvéd Boedapest           |
| 1976                    | SWW Innsbruck              | Vlag van Oostenrijk                       | 3-1, 3-1               | Vlag van Joegoslavië                      | Velež Mostar               |
| 1977                    | Vojvodina Novi Sad         | Vlag van Joegoslavië                      | winnaar van groepsfase | winnaar van groepsfase                    | winnaar van groepsfase     |
| 1978                    | Partizan Belgrado          | Vlag van Joegoslavië                      | 1-0                    | Vlag van Hongarije                        | Honvéd Boedapest           |
| 1979 niet gespeeld      |                            |                                           |                        |                                           |                            |
| 1980                    | Udinese Calcio             | Vlag van Italië                           | winnaar van groepsfase | winnaar van groepsfase                    | winnaar van groepsfase     |
| 1981                    | Tatran Prešov              | Vlag van Tsjecho-Slowakije                | winnaar van groepsfase | winnaar van groepsfase                    | winnaar van groepsfase     |
| 1982                    | AC Milan                   | Vlag van Italië                           | winnaar van groepsfase | winnaar van groepsfase                    | winnaar van groepsfase     |
| 1983                    | Vasas Boedapest            | Vlag van Hongarije                        | winnaar van groepsfase | winnaar van groepsfase                    | winnaar van groepsfase     |
| 1984                    | SC Eisenstadt              | Vlag van Oostenrijk                       | winnaar van groepsfase | winnaar van groepsfase                    | winnaar van groepsfase     |
| 1985                    | Iskra Bugojno              | Vlag van Joegoslavië                      | winnaar van groepsfase | winnaar van groepsfase                    | winnaar van groepsfase     |
| 1986                    | SC Pisa                    | Vlag van Italië                           | 2-0                    | Vlag van Hongarije                        | Debreceni VSC              |
| 1987                    | Ascoli Calcio 1898         | Vlag van Italië                           | 1-0                    | Vlag van Tsjecho-Slowakije                | Bohemians CKD Praag        |
| 1988                    | SC Pisa                    | Vlag van Italië                           | 3-0                    | Vlag van Hongarije                        | Vác Izzo                   |
| 1989                    | FC Baník Ostrava           | Vlag van Tsjecho-Slowakije                | 2-1, 2-1               | Vlag van Italië                           | Bologna FC 1909            |
| 1990                    | AS Bari                    | Vlag van Italië                           | 1-0                    | Vlag van Italië                           | Genoa 1893                 |
| 1991                    | Torino Calcio              | Vlag van Italië                           | 2-1 nv                 | Vlag van Italië                           | SC Pisa                    |
| 1992                    | Borac Banja Luka           | Vlag van Joegoslavië                      | 1-1 ns (5-3)           | Vlag van Hongarije                        | BVSC Boedapest             |

* 1951 als Centropa Cup gespeeld
* 1958 als Donau Cup gespeeld
* 1960 als landencompetitie gespeeld; 6 clubs per land namen deel en de totaalscore bepaalde winnend land

### Mitropa Supercup
Dit was een eenmalige wedstrijd tussen de winnaars van 1988 en 1989.
| Jaar | Winnaar          | Land                       | Uitslagen   | Land            | Finalist |
| ---- | ---------------- | -------------------------- | ----------- | --------------- | -------- |
| 1989 | FC Baník Ostrava | Vlag van Tsjecho-Slowakije | 3-0, 1-3 nv | Vlag van Italië | SC Pisa  |

## Mitropacup voor amateurs
Vanaf 1991 wordt op een lager interregionaal niveau een voetbaltoernooi gehouden onder de naam Mitropacup voor amateurs. Hieraan doen de kampioenen mee van de regionale competities in Slowakije (West-Slowakije), Oostenrijk (Burgenland) en Hongarije (de comitaten Győr-Moson-Sopron en Vas). Opmerkelijk is dat SC Eisenstadt zowel de Mitropcup (in 1984) als de Mitropacup voor amateurs (1996 en 2000) won. De Mitropacup voor amateurs staat ook bekend als dr. Kálmán Rákli gedenktoernooi. De editie van 2020 werd niet gespeeld door de maatregelen rond de coronapandemie.

### Winnaars
1927 · 1928 · 1929 · 1930 · 1931 · 1932 · 1933 · 1934 · 1935 · 1936 · 1937 · 1938 · 1939 · 1940 · 1951 · 1955 · 1956 · 1957 · 1958 · 1959 · 1960 · 1961 · 1962 · 1963 · 1964 · 1965 · 1966 · 1967 · 1968 · 1969 · 1970 · 1971 · 1972 · 1973 · 1974 · 1975 · 1976 · 1977 · 1978 · 1980 · 1981 · 1982 · 1983 · 1984 · 1985 · 1986 · 1987 · 1988 · 1989 · 1990 · 1991 · 1992